# نعمان إسماعيل عبد القادر
نعمان إسماعيل عبد القادر هو كاتب وقاص من مواليد مدينة كفر قاسم المحاذية لحدود الضفة الغربية والواقعة شرقي مدينة يافا والتي اقترن اسمها بالمذبحة التي وقعت فيها في التاسع والعشرين من أكتوبر عام 1956م.

## حياته وثقافته
ينتمي لعائلة مرموقة. جدّه الحاج عبد القادر، كان قد تدرّج في الجنديّة زمن الامبراطورية العثمانيّة حيث عمل ضابطًا في الشرطة العسكرية (Military police) فحصل على رتبة يوزباشي التي توازي رتبة النقيب اليوم.آمن والده بالدراسة الجامعية ولهذا فقد نشأ الأبناء في بيت محبٍّ للعلم؛ فتخرجوا من المعاهد والجامعات بعد أن حصلوا على شهادات جامعية عليا، وانخرط أغلبهم في سلك التدريس.. تتلمذ في مدارسها الابتدائية على يد مجموعة من المعلمين من أبناء قريته والقرى المجاورة. وتخرَّج من مدرستها الثانوية الشاملة ثم التحق بمعهد إعداد المعلمين العرب في كلية بيت بيرل وحصل على شهادة معلم مؤهل كبير، متخصصًا في تدريس اللغة العربية وآدابها، حيث بدأ مشواره في مهنة التدريس في عشيرة «أبو قرينات» البدوية في منطقة النقب، وشاهد عن كثب معاناة المواطنين البدو وظروف معيشتهم القاسية ومحاولات التهجير من أرأضيهم. ثم نُقل للتدريس في مدارس اللد العربية الابتدائية والإعداديّة حيث قضى فيها ست سنوات ثم انتقل إلى مدارس بلدته كفر قاسم الإعدادية. واصل تعليمه الجامعي وفي عام 1995 حصل على شهادة البكالوريوس. التحق بجامعة بار إيلان وحصل في عام 2002 على شهادة الماجستير في اللغة العربية وآدابها. عمل محاضرًا في كليّات متعددة منها كلية بيت بيرل لإعداد المعلمين العرب منذ عام 2003، والكلية الاهلية العربية. عمل مرشدًا للغة العربية في مدارس لواء المركز. وعمل لفترة طويلة مرشدًا قطريًّا في المدارس الإعداديّة في موضوع التعلم عن طريق البحث العلمي وبواسطة تنمية مهارات التفكير العليا. حاز على لقب شخصية العام 2010 من مؤسسة اختيار الشخصية ومعهد ستات نت، تقديرًا له على أعماله. ولا يزال يعمل محاضرًا للغة العربية وآدابها في كلية [[كي]] في مدينة بئر السبع في الجنوب في منطقة النقب.

## إبداعه وإنتاجه الأدبي
عمل رئيسًا لتحرير مجلة «الميزان» التي توقفت عن الصدور لأسباب مادية.
وهو الآن عضو في تحرير مجلة «الشروق» الثقافية وقد نشر معظم كتاباته في الصحف العربية اليومية والأسبوعية ومواقع أدبية على شبكة الإنترنيت. اشتهر في كتابة القصة القصيرة الواقعية والرمزية التي تلقي الضوء على حياة الأقلية العربية داخل الخط الأخضر وتبرز الصراع الحضاري والثقافي والنفسي عند المواطن العربي. كما اهتمَّ في كتابة القصص للكبار والصغار والأناشيد للأطفال، وأنشأ مركزًا خاصًا يُعنى بالكتابة الإبداعية للأطفال أطلق عليه اسم «مركز حلا لأدب الأطفال». تُرجمت بعض أعماله إلى اللغتين الإنجليزية والعبرية، وكتب الكثير من المقالات الأدبية والنقدية. شارك في الكثير من الندوات الأدبية، وألقى الكثير من المحاضرات في مختلف المدارس العربيّة ومحاضرات في أدب الأطفال. إلى جانب كل هذا فقد قام بترجمة بعض الكتب من اللغة الإنجليزية إلى اللغتين العربية والعبرية. وساهم في إصدار العديد من الكتب والأبحاث.

## من مؤلفاته
1- في القصة القصيرة
```
#- «العريس والجني» (مجموعة قصصية). الطبعة الأولى 2005. الطبعة الثانية 2006.
#- «الوداع الصامت» 2007. (مجموعة قصصية) 
#- «الفلماية» 2010. (مجموعة قصصية)
#- «أطلال الخان» 2010. (مجموعة قصصية) 
```

2-  في أدب الأطفال
```
#- «حلا وأزهار البستان» 2007. (كتاب للأطفال)
#- «هاني يساعد الآخرين» 2008. (كتاب للأطفال)
#- «قطة سامي وقطة سعاد» 2008. (كتاب للأطفال)
#- «سهى تستمتع بالربيع» (كتاب للأطفال)- الطبعة الأولى 2008. الطبعة الثانية 2012. 
#- «الفأرة الغدّارة» 2008 (كتاب للأطفال)
#- «سعيد والطابة» 2008 (كتاب للأطفال)
#- «مها تدلل دميتها» 2009 (كتاب للأطفال)
#- «القرد العجيب» 2009 (كتاب للأطفال)
#- «سميرة والساحرة الشريرة» 2009 (كتاب للأطفال)
#- «أميرة والساحرة الشريرة» (كتاب للأطفال)
#- «كلب نادر الأليف» 2012. (كتاب للأطفال)
#- «حديقة الأحاسيس العجيبة» 2012. (كتاب للأطفال)
#- «المطر الأول» 2012. (كتاب للأطفال)
#- «حصان نبيل» 2014. (كتاب للأطفال)
```